# イザベル・ド・フランス (1105-1175)
イザベル・ド・フランス（Isabelle de France, 1105年 - 1175年）は、フランス王ルイ6世の庶出の娘。遅くとも、1108年以前には生まれていたとされる。 
ルイ6世が王太子時代に結婚した初婚の妻、リュシエンヌ・ド・ロシュフォールとの間の娘とする説も有るが、信憑性は低い。 
さらに、イザベルはサン=ペール=アンヴァレ修道院（フランス語版）に父、夫、そして確実にブルイエ卿レナールらの魂の救済のために作ったとされる遺産を残しており、それによりイザベルはブルイエ家の縁者であり、生母は1104年まで父王ルイ6世が王太子時代に愛人としたマリー・ド・ブルイエとする説の方が事実であった可能性が高いとされている。 
母マリー・ド・ブルイエが、一時尼僧となりパリの修道院に隠棲した際、イザベルはフランス王家に引き取られ、結婚するまでの間、宮廷で育てられる。 
1114年、5歳～9歳の頃にヴェクサンのショーモン=ギトリ卿ギヨーム1世と結婚した際、父王が保有していたランクール=サン=ピエール領（教会を除く）のすべてという、莫大な化粧料を受領した。   
夫ギヨーム１世との間に以下7子をもうけている。 
- オズモンド2世 - 1137年にイングランド王スティーブンと戦った騎士。
- ゴーティエ
- ルイ - モンジャブール卿。
- フィリップ - ルーアン教会の聖職者。
- ガス (ガストニ）- 騎士。
- ボードリ - 騎士。
- ユーグ - 騎士。

イザベルは1175年に死去した。 